# Erebus prunosa
Erebus prunosa là một loài bướm đêm trong họ Erebidae.